# Budmerice
Budmerice (bis 1948 slowakisch „Pudmerice“; deutsch Pudmeritz, ungarisch Gidrafa – bis 1907 Pudmeric) ist eine Gemeinde in der Westslowakei mit 2494 Einwohnern (Stand 31. Dezember 2024). Administrativ gehört sie zum Okres Pezinok im Bratislavský kraj.

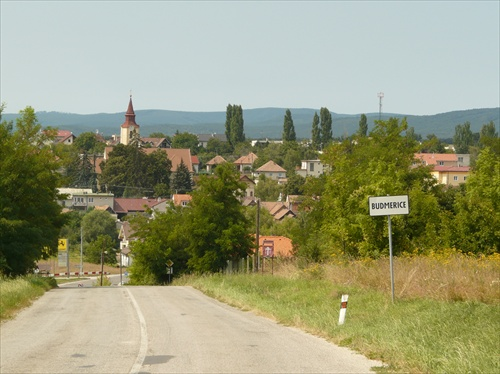
Blick auf den Ort

## Geographie
Die Gemeinde befindet sich im Hügelland Trnavská pahorkatina (Teil des slowakischen Donautieflands) unweit den Kleinen Karpaten am Flüsschen Gidra, das oberhalb des Ortes zwei Teiche speist. Das Ortszentrum liegt auf einer Höhe von 182 m n.m. und ist 15 Kilometer von Trnava, 16 Kilometer von Pezinok sowie 37 Kilometer von Bratislava entfernt.
Nachbargemeinden sind Štefanová im Norden, Borová im Nordosten, Ružindol im Osten, Jablonec im Südosten, Vištuk im Süden, Dubová im Westen und Častá im Nordwesten.

## Geschichte
Das Gemeindegebiet von Budmerice wurde nachweislich in der Steinzeit besiedelt, archäologischen Untersuchungen zufolge gab es Siedlungen der Badener Kultur, frühbronzezeitlichen Maďarovce-Kultur, ein Gräberfeld der Lausitzer Kultur sowie spätbronzezeitliche Siedlung der Kultur von Velatice und Besiedlung in der Latènezeit.
Der heutige Ort wurde im späten 13. Jahrhundert als Budmer schriftlich erwähnt und ist vom Namen des ersten Richters Budimír abgeleitet worden. Im Mittelalter kursierte daneben der vom Ungarischen abgeleitete Name Keresztúr (1296 Kerethwr, wörtlich „Kreuz Christi“). Ab dem 16. Jahrhundert gehörte der Ort zum Herrschaftsgebiet der Burg Červený Kameň. 1543 wohnen hier 35 und im Jahr 1583 schon 78 Familien von Untertanen. 1705 fand unweit von Budmerice eine Schlacht zwischen den Rákóczi-Aufständischen und einem kaiserlichen Heer statt, die mit der Niederlage von Aufständischen endete. 1828 zählte man 148 Häuser und 1076 Einwohner, die als Landwirte, Fuhrleute ab dem 17. Jahrhundert auch als Töpfer beschäftigt waren.
Bis 1918 gehörte der im Komitat Pressburg liegende Ort zum Königreich Ungarn und kam danach zur Tschechoslowakei beziehungsweise heute Slowakei.

## Bevölkerung
| Jahr:                | 1994. | 2004.    | 2014.    | 2024.   |
| -------------------- | ----- | -------- | -------- | ------- |
| Anzahl der Personen: | 1866  | 2095     | 2356     | 2494    |
| Unterschied:         |       | +12,27 % | +12,45 % | +5,85 % |

| Jahr:                | 2023. | 2024.   |
| -------------------- | ----- | ------- |
| Anzahl der Personen: | 2483  | 2494    |
| Unterschied:         |       | +0,44 % |

Ergebnisse nach der Volkszählung 2001 (1969 Einwohner):
| Nach Ethnie: - 98,12 % Slowaken - 1,02 % Tschechen - 0,20 % Magyaren - 0,05 % Russinen | Nach Religion: - 91,26 % römisch-katholisch - 4,32 % konfessionslos - 2,54 % keine Angabe - 1,37 % evangelisch |

## Bauwerke und Denkmäler
- ursprünglich gotische römisch-katholische Kreuzerhöhungskirche, 1706 saniert und 1782 maßgeblich umgebaut
- Aufbahrungskapelle Sieben Schmerzen Mariens aus dem Jahr 1768
- Schloss Budmerice im historisierenden Stil aus dem Jahr 1889 mit einem englischen Park

## Persönlichkeiten
- Rudolf Fabry, slowakischer Poet